# Eugenia micranthoides
Eugenia micranthoides är en myrtenväxtart som beskrevs av Mcvaugh. Eugenia micranthoides ingår i släktet Eugenia och familjen myrtenväxter. IUCN kategoriserar arten globalt som sårbar.
Artens utbredningsområde är Peru. Inga underarter finns listade i Catalogue of Life.